# Chartographa korelygris
Chartographa korelygris är en fjärilsart som beskrevs av Felix Bryk 1948. Chartographa korelygris ingår i släktet Chartographa och familjen mätare. Inga underarter finns listade i Catalogue of Life.